# Средишње отварање
Овај чланак користи алгебарску шаховску нотацију како би се описали шаховски потези.
Средишње отварање, познато и под именом Средишњи гамбит, је шаховско отварање које почиње потезима: 1. е4 е5 2. д4.

## Карактеристике
Отварање карактерише рано отварање центра и могућност брзог постављања даме у центру.

## Варијанте

### Главна линија
1. е4 е5 2. д4 е:д4 3. Д:д4
Мана ове линије је у томе што црни добија време за развој својих фигура, јер након 3. ...Сц6 бели мора да помера даму на безбедно поље.

### Шкотска партија
Ова линија води у основну линију Шкотске партије(1. е4 е5 2. Сф3 Сц6 3. д4 е:д4 4. С:д4)
1. е4 е5 2. д4 е:д4 3. Сф3 Сц6 4. С:д4

### Шкотски гамбит
1. е4 е5 2. Сф3 Сц6 3. д4 е:д4 4. ц3
1. е4 е5 2. Сф3 Сц6 3. д4 е:д4 4. Лц4

### Северни гамбит
1. е4 е5 2. д4 е:д4 3. ц3